# トップマート
株式会社トップマート（英: TOPMART CO.,LTD）は、かつて存在した千葉県千葉市中央区に本社を置き、千葉市を中心にスーパーマーケットを運営していた小売企業。通称は「トップマート」または「トップ」。
キャッチコピーは『お値段半額！お買い物二倍！生鮮卸値市場・トップマート！』と『家計応援団』。

## 略歴
1968年6月、「肉の協伸」として創業、1979年8月に「有限会社肉の協伸」を設立し、1984年4月東金・市原店を皮切りに店舗拡大、1997年7月本社を移転、10月に「株式会社トップマート」に変更。2012年付で伏見屋ホールディングスへ全株式を譲渡した。
2024年12月5日、クスリのアオキと事業譲渡契約を締結。伏見屋、本間物産、トップマート、LogiPlanning 仙台が展開するスーパーマーケット46 店舗を2025年2月28日付で譲渡した。

## 沿革
- 1973年（昭和48年）6月 - 肉の協伸　創業
- 1977年（昭和52年）6月 - 有限会社　肉の協伸　設立
- 1979年（昭和54年）8月 - 株式会社　協伸に組織変更
- 1984年（昭和59年）4月 - 生鮮食料品の“土・日市場”として東金店・市原店をオープン
- 1986年（昭和61年）1月 - 毎日営業の卸値スーパーマーケットとしてトップマート蘇我店をオープン
- 1988年（昭和63年）1月 - トップマート末広店をオープン
- 1994年（平成6年）
  - 4月 - トップマート都町店をオープン
  - 10月 - トップマート松ヶ丘店をオープン
  - 11月 - トップマート津田沼店をオープン
- 1996年（平成6年）7月 - 本社を現在地に移転
- 1997年（平成9年）10月 - 社名を株式会社協伸より株式会社トップマートに変更
- 1998年（平成10年）2月 - トップマート桜木町店をオープン
- 2000年（平成12年）11月 - トップマート鎌取店をオープン
- 2002年（平成14年）11月 - トップマート四街道店をオープン
- 2004年（平成16年）
  - 1月 - トップマート作草部店をオープン
  - 11月 - リサイクルショップ ピックアップをオープン
- 2006年（平成18年）12月 - トップマート大網店をオープン
- 2007年（平成19年）11月 - トップマート千葉みなと店をオープン
- 2012年（平成24年）
  - 3月 - 株式会社伏見屋へ全株式譲渡
  - 6月 - トップマート志津店をオープン
- 2018年（平成30年）3月 - トップマートさつきが丘店をオープン
- 2024年（令和6年）
  - 3月24日 - トップマート蘇我店が閉店[2][3]
  - 12月5日 - クスリのアオキと事業譲渡契約を締結[1]。
- 2025年
  - 2月24日 - トップマート全店舗が閉店[4]
  - 2月28日 - クスリのアオキへ事業譲渡[1]。

## 店舗
※()内は、開店前の店舗など備考。
千葉市
中央区
- 松ヶ丘店・本社[5]（旧：扇屋ジャスコ[注 1]）

- 都町店
2025年3月8日 クスリのアオキトップマート都町店として再オープン[6]
- 末広店

花見川区
- さつきが丘店（旧：さつきが丘小売市場）
2025年4月30日スーパーのアオキ千葉さつきが丘店として再オープン[7]。

四街道市
- 四街道店

佐倉市
- 志津店（旧：マルエツ→ジェーソン→ザ・ダイソー）

船橋市
- 津田沼店
2025年3月13日 クスリのアオキトップマート津田沼店として再オープン[6]

大網白里市
- 大網店

### グループ店舗
東京都
墨田区
- グリーンマート立花店

葛飾区
- グリーンマート新小岩西店
- グリーンマート東四ツ木店

### 過去に存在したトップマートの店舗
- 生鮮食料品の“土・日市場”東金店（トップマート 東金店 - 〒283-0802 千葉県東金市東金938）
- 生鮮食料品の“土・日市場”市原店
- 生鮮卸値市場・トップマート 千葉みなと店

（2011年3月16日、閉店。）
- 生鮮卸値市場・トップマート 鎌取店

（2012年4月30日、閉店。）
- 生鮮卸値市場・トップマート 作草部店

（2017年8月31日、閉店。）
- 生鮮卸値市場・トップマート 桜木町店

（2020年9月18日、閉店。）
- グリーンマート新小岩東店

（2021年1月31日、閉店。）
- 生鮮卸値市場・トップマート 蘇我店

（2024年3月24日、閉店。）

### 出店予定を撤回した店舗
- 印西牧の原店（ビッグホップガーデンモール印西） - 2015年にマルエイ跡地に出店を計画して求人も行っていたが撤回。同所には2018年にロピアが出店した。

## ギャラリー

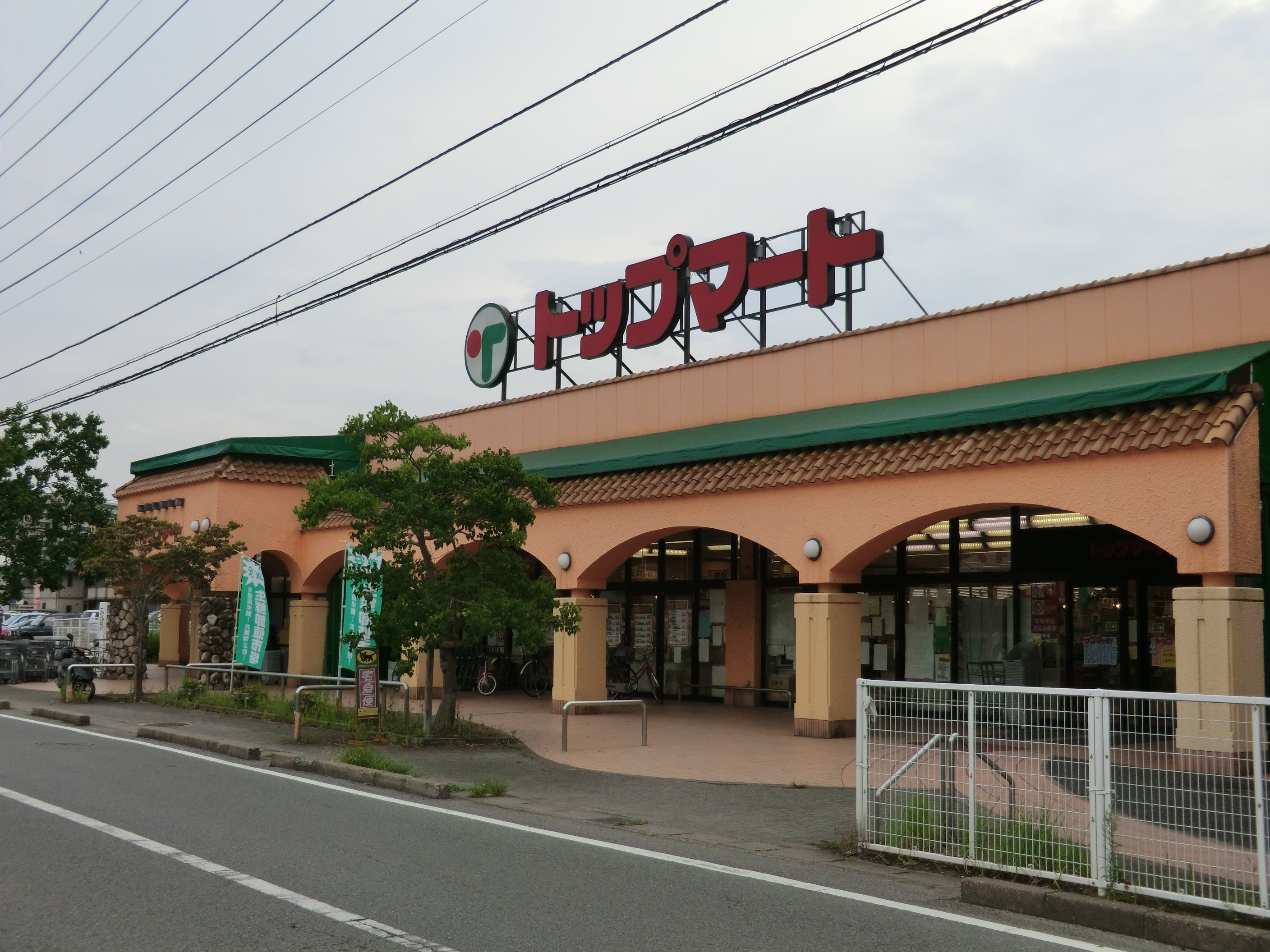
トップマート大網店の外観
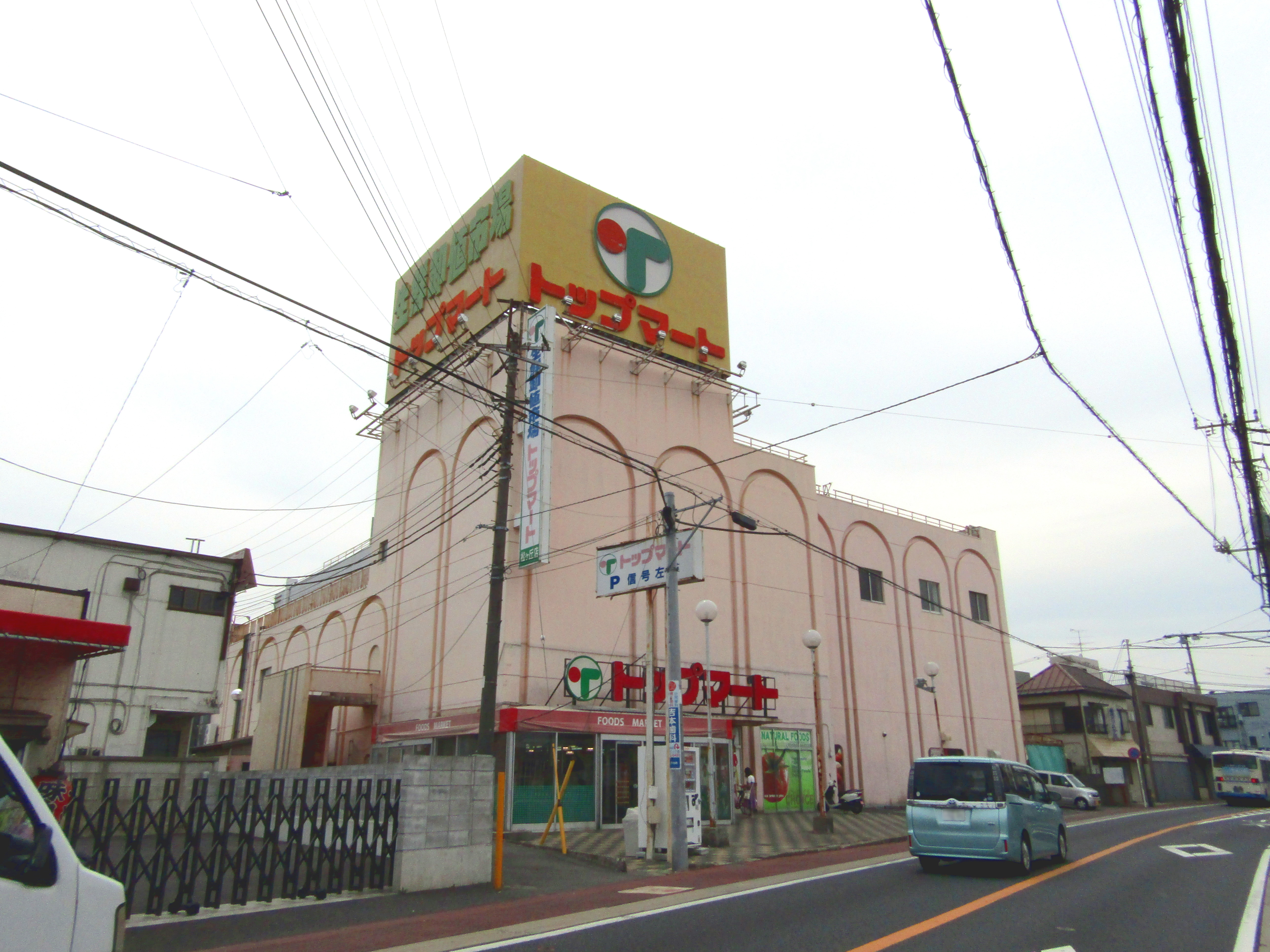
トップマート松ヶ丘店の外観
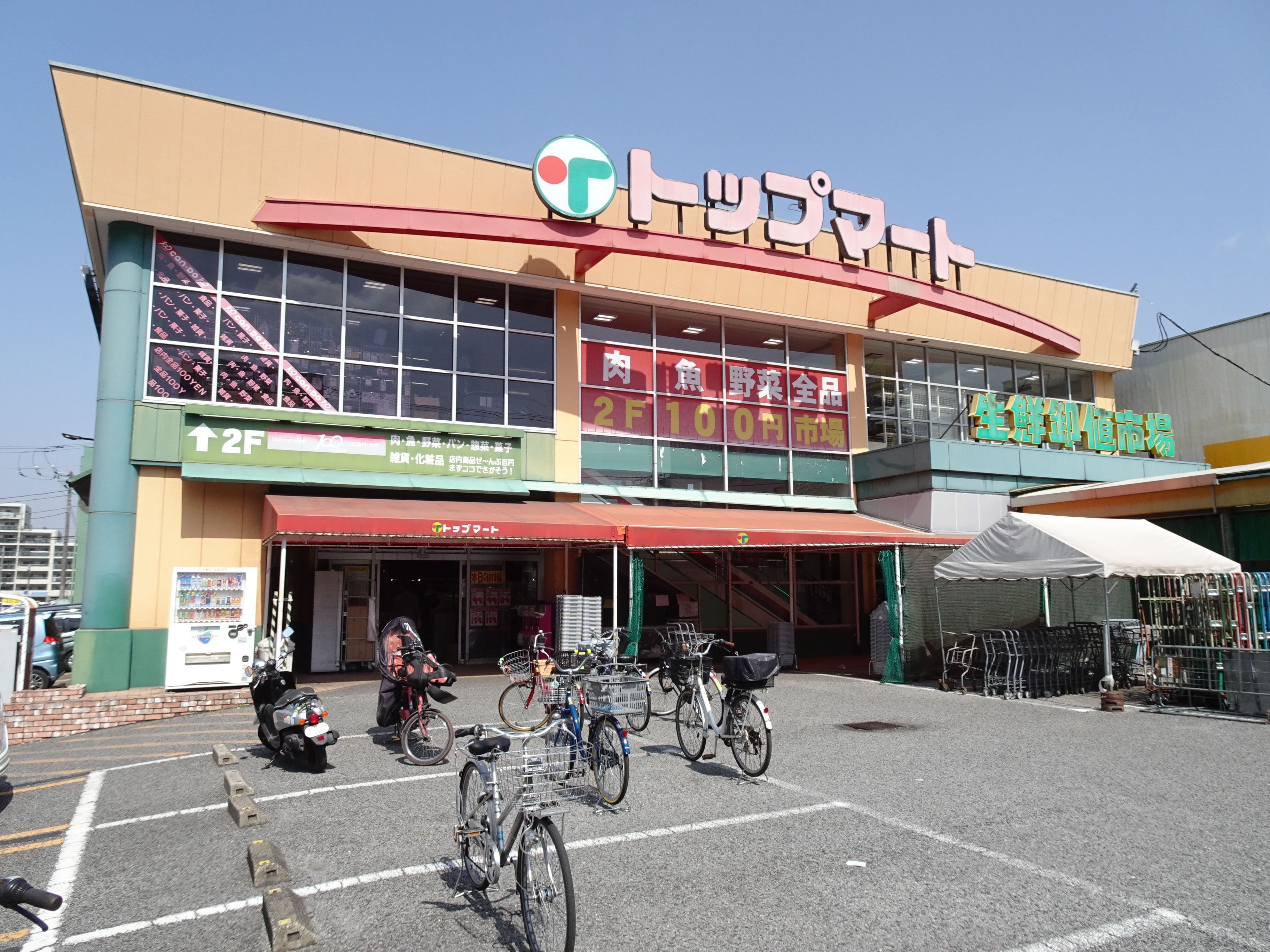
2024年3月24日に閉店したトップマート蘇我店の外観
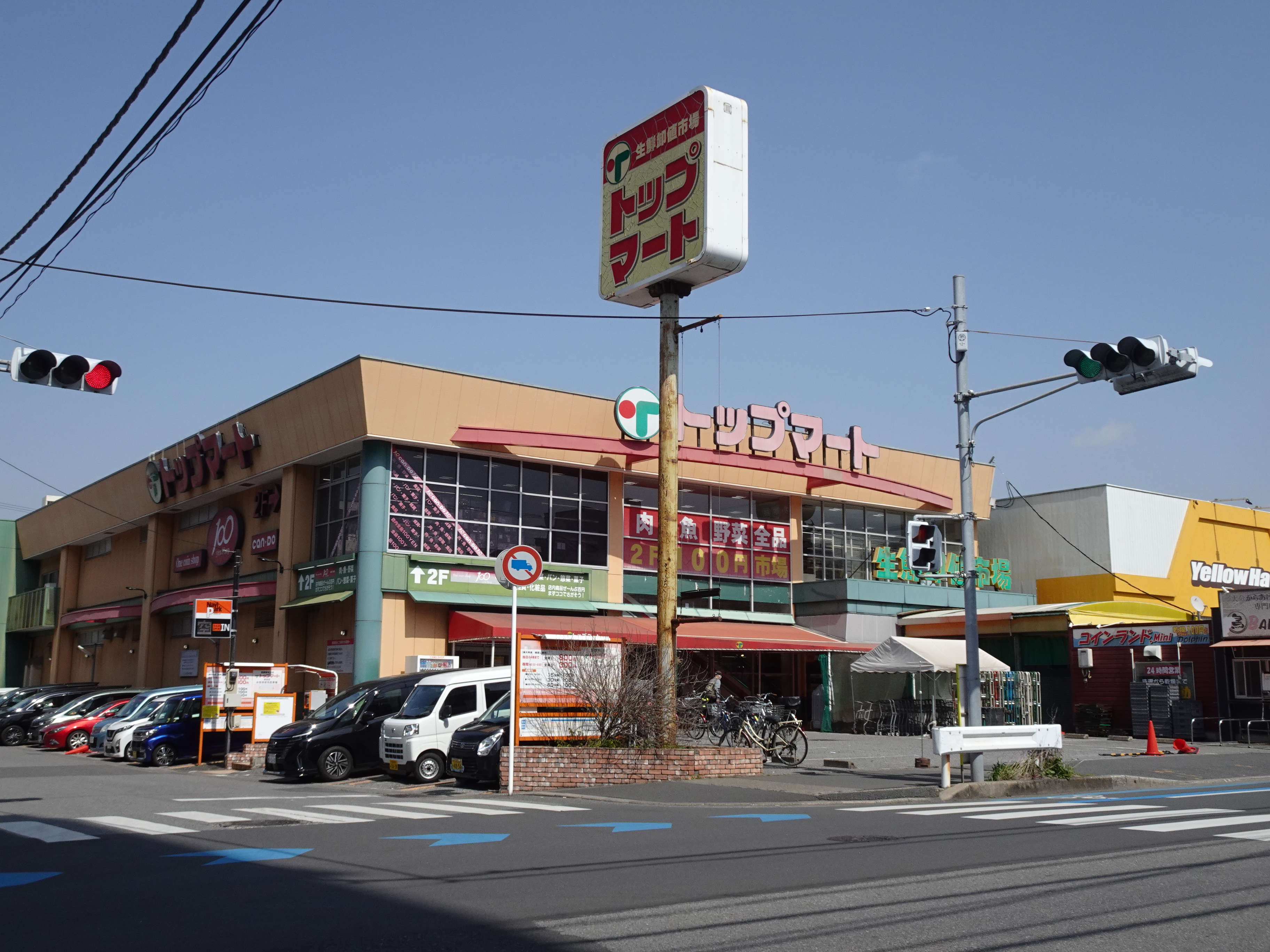
2024年3月24日に閉店したトップマート蘇我店の外観。2階には100円ショップのキャンドゥ蘇我店が入っていた。